# Andra Baruksboken
Andra Baruksboken ingår i den assyriska kyrkans gamla testamente, men är inte en del av den Hebreiska bibeln, och ingår inte i andra kristna trossamfunds gamla testamente. 

## Benämning
Andra Baruksboken skall inte förväxlas med Baruks bok, som ingår i de deuterokanoniska skrifterna, inte heller med Tredje Baruk, en grekiskspråkig apokalyps författad före år 230 enligt den västerländska tideräkningen.
Kapitlen 78-87 betraktas ibland som en separat skrift, Baruksbrevet.

## Innehåll
Boken utspelas efter Jerusalems förstörelse år 587 före den västerländska tideräkningens början. Baruk, som är sekreterare åt profeten Jeremia, utför tre stycken sjudagars fastor, förmanar folket om den yttersta tiden, får två  uppenbarelser, och samtalar med Gud om uppståndelsen. Boken avslutas med ett brev, som ibland betraktas som en separat skrift.

## Tillkomst
A.F.J. Klijn daterar Andra Baruksboken till en tidpunkt 70-120 enligt den västerländska tideräkningen. Originalspråket förefaller vara hebreiska. Ett grekiskspråkigt fragment är känt, men bokens fullständiga text är endast känd i  syrisk översättning. 